# Erwin Feuchtmann
Erwin Feuchtmann Perez (Punta Arenas, 1990. május 2. –) chilei válogatott kézilabdázó.

## Pályafutása

### Klubcsapatokban
Erwin Feuchtmann 2013 elején kötött profi szerződést a német HC Aschersleben csapatában. A következő szezont a román bajnokságban szereplő Székelyudvarhelyi KC csapatánál töltötte. Itt pályára léphetett az Challenge Cup-ban is. Ezt megelőzően játszott a HCE Plauen és a HSG Hohn / Elsdorf csapatában is, 2014 nyarán pedig Törökországba, a Beşiktaşhoz igazolt. A 2015-2016-os szezon előtt a német első osztályban szereplő TBV Lemgo játékosa lett.
2016 nyarán visszatért Ausztriába, és a Bundesligában szereplő Handball West Wien játékosa lett, amelynek színeiben 32 bajnokin 139 gólt szerzett a 2016–2017-es szezonban. 2017 áprilisában két évre szóló szerződést írt alá a német VfL Gummersbachhoz. 2018 nyarán a francia Istres játékosa lett.

### A válogatottban
Feuchtmann a chilei válogatottal öt világbajnokságon vett részt 2011 és 2021 között.

## Család
Testvérei, Emil és Harald is profi kézilabdázók.

## Statisztikája az osztrák Bundesligában
| Szezon    | Csapat                | Bajnokság | Mérkőzés | Gól | Gól hétméteresből | Gól akcióból |
| --------- | --------------------- | --------- | -------- | --- | ----------------- | ------------ |
| 2016–2017 | SG Handball West Wien | HLA       | 32       | 139 | 11/19             | 128          |
| 2016–2017 | Összesen              | HLA       | 32       | 139 | 11/19 (57 %)      | 128          |